# Werner Peiser
Louis Werner Peiser (* 20. August 1895 in Berlin; † 27. Juni 1991 in Genua) war ein deutscher Diplomat.

## Biografie

### Studium, Weimarer Republik und Drittes Reich
Peiser war der Sohn des Buchhalters Gustav Peiser und seine Frau Ida, geborene Löbenstein. Nach dem Schulbesuch wurde er 1914 Mitglied der SPD und absolvierte von 1914 bis 1918 Rechtswissenschaften und Wirtschaftswissenschaften an der Friedrich-Wilhelms-Universität zu Berlin und schloss dieses Studium 1919 mit der Promotion zum Dr. iur. an der Ernst-Moritz-Arndt-Universität Greifswald mit einer Dissertation zum Thema „Begriff und Wesen der Gebietshoheit“ ab. Nach Beendigung des Studiums wurde er 1919 Journalist bei der SPD-Parteizeitung Vorwärts und wurde unmittelbar darauf verantwortlicher Redakteur für den politischen Teil.
Daneben studierte er von 1918 bis 1921 Romanische Philologie an der Friedrich-Wilhelms-Universität und trat im Anschluss 1921 in den Staatsdienst von Preußen.
Im April 1921 wurde Peiser Mitarbeiter im Preußischen Staatsministerium. 1923 wurde er zunächst Regierungsrat und war zuletzt als Oberregierungsrat Stellvertreter des Pressechefs Hans Goslar. Im Februar 1931 wurde er aus dieser Funktion entlassen und war anschließend bis zu seiner Entlassung aus dem Staatsdienst wegen seiner jüdischen Herkunft 1933 als Ministerialrat im Preußischen Erziehungsministerium Mitarbeiter für besondere Aufgaben und Preußischer Kulturreferent am Deutschen Historischen Institut Rom. Im Februar 1931 trat er wegen seiner Entlassung als Stellvertretender Pressechef aus Protest aus der SPD aus. Später wurde ihm auch sein Doktortitel aufgrund des im Dritten Reich geltenden § 33 Strafgesetzbuch aberkannt.
Nach der Machtergreifung blieb er in Italien und war dort bis 1938 unter anderem als Professor für politische Wissenschaften in Rom tätig. 1933 gründete Peiser zusammen mit Moritz Goldstein in Florenz das Landschulheim Florenz, eine Schule für Flüchtlingskinder aus Deutschland. Die Schule wurde am 17. Oktober 1933 eröffnet und von Peiser u. a. zusammen mit Robert Kempner, den er bereits aus seiner Berliner Zeit kannte, bis zu deren Schließung im Jahre 1938 geleitet. Vor der endgültigen Schließung konnten Peiser und Kempner noch mit einem Teil der Schüler nach Nizza ausreisen und dort für kurze Zeit den Schulbetrieb fortsetzen. Von hier aus emigrierte er 1939 in die USA. Dort war er von 1939 bis 1944 als Professor für Romanische Sprachen an der University of Pennsylvania, der Loyola University in New Orleans und zuletzt bis 1946 an der University of Maryland tätig.

### Nachkriegszeit und Diplomat der Bundesrepublik
1946 kehrte er nach Europa zurück und war zunächst bis 1948 Mitarbeiter an Dienststellen der US-Verwaltung. In dieser Funktion beschäftigte er sich im Auftrag des Joint Distribution Committee auch mit Fragen der Wiedergutmachung. Im Anschluss war er auf seinen Studiengebieten als Wissenschaftler tätig.
Am 1. Juni 1951 wurde Peiser in den Diplomatischen Dienst des Auswärtigen Amtes berufen und Referent für Kultur an die Botschaft in Brasilien. Danach war er für einige Monate Kulturreferent an der Botschaft in Spanien. Später fand seine Ernennung zum Botschaftsrat 1. Klasse statt.
Von November 1958 bis zu seinem Eintritt in den Ruhestand 1960 Gesandter in Nicaragua. Nachfolger dort wurde Hans Wolf Jaeschke.
Nach seiner Pensionierung war er zunächst als unbezahlter Mitarbeiter des Goethe-Instituts in Genua tätig und Gründer des Kultur-Instituts Palermo, dessen Leiter er von 1961 bis 1966 war. Im Anschluss war er zwischen 1966 und 1969 Leiter des Goethe-Instituts in Genua.
Nach dem Austritt des Theologen und Philosophen Hubertus Mynarek aus der Katholischen Kirche wegen dessen Kritik am Zölibat in einem offenen Brief an Papst Paul VI. 1972 gehörte Peiser neben Ferdinand Klostermann und Ossip K. Flechtheim zu den wenigen Unterstützern des zwangspensionierten Kirchenkritikers.
Im Jahr 2000 wurde ihm postum von der Ernst-Moritz-Arndt-Universität Greifswald sein Doktortitel wieder zuerkannt.
Seine Lebensgeschichte war 2008 Teil der Dokumentation und Ausstellung „Ein gewisses jüdisches Etwas“ im Jüdischen Museum München.

## Schriften
Peiser war darüber auch als Autor von Fachbüchern und wissenschaftlichen Aufsätzen tätig. Zu seinen Veröffentlichungen gehörte:
- The Ethical Value of Spanish Literature. In: Hispania. No. 2/1943
- Objectives in Teaching Foreign Languages to the Fascist Youth. In: The Modern Language Journal. No. 1/1944
- The Last Years of the Weimar Republic. 1946
- Spanische Erzähler vom 14. Jahrhundert bis 20. Jahrhundert. 1958, 1979 (Herausgeber Albert Theile und Werner Peiser), ISBN 3-7175-1575-6